# سیاست در ترکیه

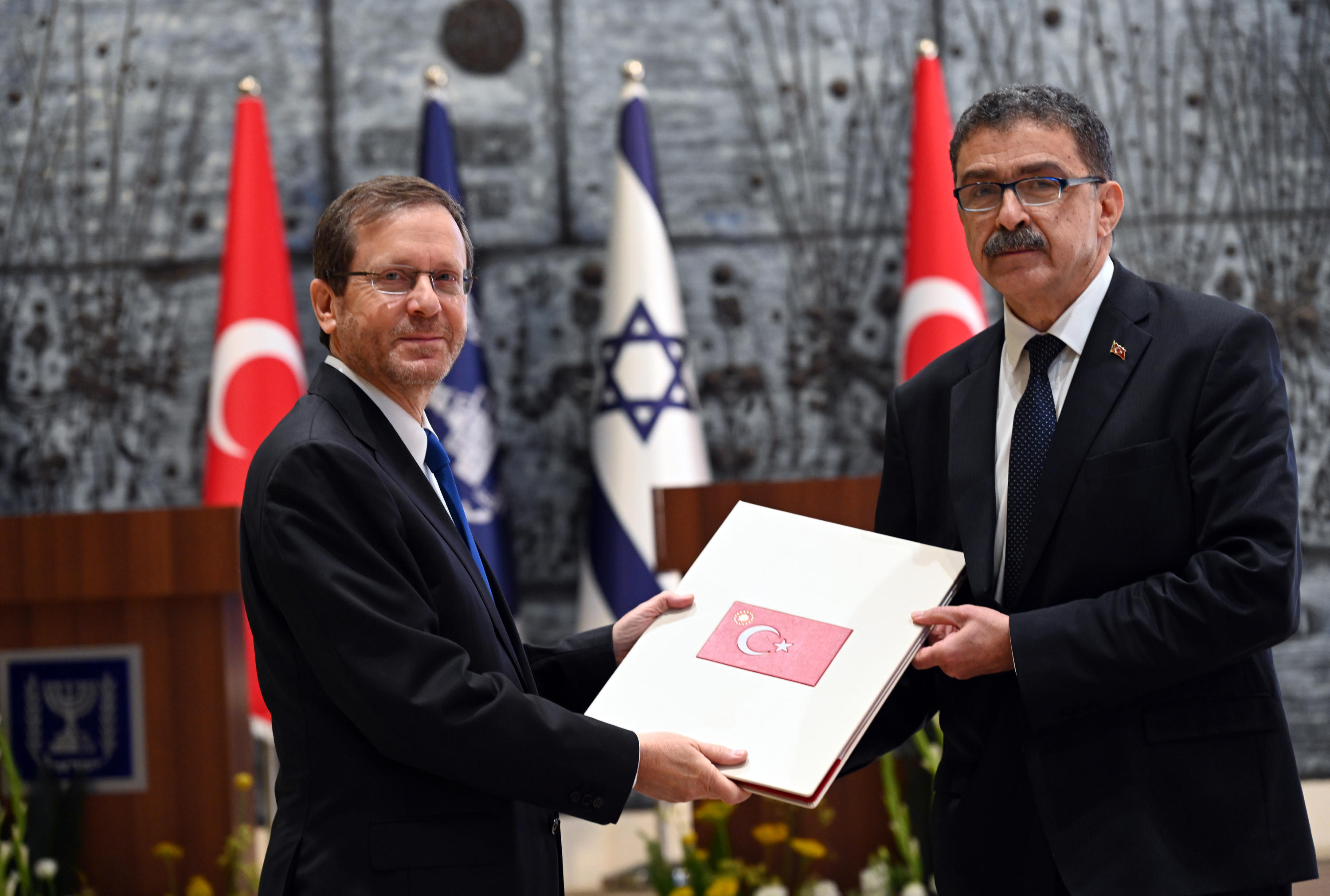
شاکیر اوزجان سفیر ترکیه و اسحاق هرتزوگ

سیاست ترکیه (به ترکی استانبولی: Türkiye'de siyaset) در چارچوب یک نظام ریاستی صورت می‌گیرد، به موجب آن رئیس‌جمهور ترکیه، رئیس کشور و نخست‌وزیر ترکیه، رئیس دولت است که اختیارات اجرایی را برای صدور احکام اجرایی، تعیین قضات و روسای موسسات دولتی دارد.
نظام سیاسی ترکیه مبتنی بر تفکیک قدرت است. قدرت اجرایی توسط شورای وزیران اعمال می‌شود. قدرت مقننه به مجلس ملی کبیر ترکیه واگذار شده‌است. دستگاه قضایی مستقل از دستگاه اجرایی و قوه مقننه است. قانون اساسی فعلی آن در ۷ نوامبر ۱۹۸۲ پس از همه‌پرسی قانون اساسی ترکیه به تصویب رسید. اصلاحات اساسی در ۲۱ ژانویه ۲۰۱۷ در پارلمان به تصویب رسید و در آوریل بعد با تقویت همه‌جانبه نقش رئیس‌جمهور، با همه‌پرسی تصویب شد.
امپراتوری عثمانی در جنگ اول جهانی از هم پاشید و مورد تهاجم بریتانیا و متحدانش واقع شد. مصطفی کمال پاشا به دلیل سازماندهی مقاومت ملی علیه دولت خارجی قهرمان ملی ترکیه گردید و توانست جمهوری ترکیه را در سال ۱۳۰۲ (۱۹۲۳) بر پایه اصل جدایی دین از سیاست بنا کند و ملقب به آتاترک شد. وی خط لاتین را برای نوشتن زبان ترکی مرسوم کرد و اقدامات بسیاری را برای صنعتی و غربی شدن ترکیه انجام داد و دوره نوینی را در ترکیه به وجود آورد. او نظام جمهوری ترکیه را به صورت یک جمهوری مجلس محور (پارلمانی) تأسیس کرد و با ایجاد مجلس بزرگ میهنی ترکیه، دولت را در برابر مجلس میهنی مسئول ساخت. آتاترک مؤسس و رهبر حزب خلق جمهوری‌خواه ترکیه بود و به مدت پانزده سال و به صورت مادام العمر ریاست جمهوری ترکیه را بر عهده داشت.

## قانون اساسی
قانون اساسی ترکیه

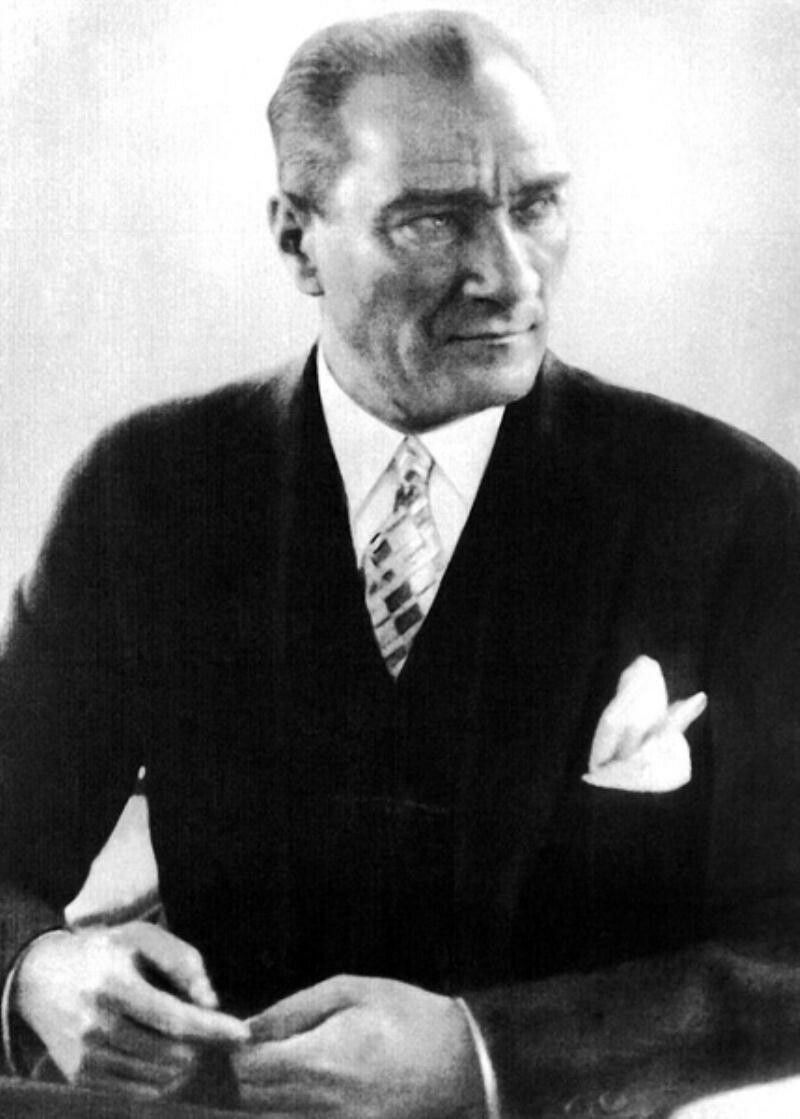
آتاترک، بنیانگذار جمهوری ترکیه

عالی‌ترین متن قانونی در کشور ترکیه است.
این قانون پس از کودتای ارتش ترکیه در ۱۲ سپتامبر ۱۹۸۲ توسط مجلس مؤسسان تدوین و در شورای امنیت ملی تأیید شد و در انتها در همه‌پرسی به تصویب مردم این کشور رسید.
حزب حاکم عدالت و توسعه به همراه حزب حرکت ملی می‌کوشند تا اصلاحات مورد نظر خود را با محوریت تبدیل نظام پارلمانی به ریاستی در قانون اساسی به همه‌پرسی بگذارند. این همه‌پرسی قرار است در میانه‌های ۲۰۱۷ برگزار شود.

## مجلس ملی
مجلس ملی کبیر ترکیه
مجلس ملی کبیر ترکیه یا مجلس ملت کبیر ترکیه  یا به‌طور خلاصه مجلس، تنها ارگان قانونگذاری ترکیه است. این مجلس در ۲۳ آوریل ۱۹۲۰ در میانه جنگ استقلال ترکیه تأسیس شد. مجلس نقشی بنیادین در تلاشهای مصطفی کمال آتاتورک و همکاران اش برای ایجاد حکومتی از بازمانده‌های امپراطوری عثمانی پس از جنگ جهانی اول داشت. هم‌اکنون جمیل چیچک رئیس این مجلس است.

## احزاب

### حزب عدالت و توسعه
حزب عدالت و توسعه، حزب سیاسی حاکم در ترکیه از سال ۲۰۰۲ تاکنون است. این حزب خود را جزو احزاب راستگرا و میانه معرفی می‌کند. عدالت و توسعه در انتخابات ۲۰۱۱ با کسب بیش از ۴۹ درصد آراء ۳۱۱ کرسی از مجموع ۵۵۰ کرسی پارلمان ترکیه را به دست آورد. رهبر فعلی حزب بن علی ییلدریم و رهبر سابق آن احمد داووداوغلو نخست وزیر سابق این کشور است.
عدالت و توسعه از هنگام تأسیس خود را به عنوان یک حزب طرفدار غرب و طرفدار آمریکا در فضای سیاسی ترکیه مطرح کرده که از اقتصاد بازار آزاد لیبرالی و عضویت ترکیه در اتحادیه اروپا حمایت می‌کند. بدنه اجتماعی این حزب طیف وسیعی از گرایش‌های راست‌گرا شامل اسلام‌گراها، اصلاح‌طلبان اسلام‌گرا، محافظه‌کاران، ملی‌گراها، راست‌های میانه و طرفداران تجارت را در بر می‌گیرد.
مؤسسین و اعضای ارشد کنونی این حزب از شاگردان نجم‌الدین اربکان، رهبر حزب‌های اسلامگرای رفاه، فضیلت و سعادت بودند که در سال ۲۰۰۱ از آن منشعب شده ولی همچنان عنوان اسلامگرایی را به دنبال خود می‌کشند.
حزب جمهوری‌خواه خلق
حزب حرکت ملی
حزب دموکراتیک خلق‌ها
حزب خوب

## درگیری نظامی در سیاست

### دولت پنهان در ترکیه
اصطلاحی است که معمولاً به عنوان یک اتهام مطرح می‌شود و منظور از آن گروهی از ائتلاف‌های پرنفوذ ضد دموکراتیک در درون نظام سیاسی ترکیه است که از عناصر رده بالای سرویس‌های امنیتی داخلی و خارجی از قبیل ارتش ترکیه، سازمان‌های امنیتی، قوهٔ قضائیه و مافیا تشکیل شده‌است. مفهوم دولت پنهان بسیار به مفهوم «دولت درون دولت» شباهت دارد. کسانی که به مجود دولت پنهان معتقدند، دستور کار سیاسی آن را سرسپردگی افراطی به ناسیونالیسم، مدیریت باندی و منافع دولتی می‌دانند. به صورت تاریخی خشونت و سایر ابزارهای فشار به روس مخفیانه برای به دست گرفتن نخبگان سیاسی و اقتصادی به کار گرفته شده‌اند تا از تلاقی منافع مشخص در یک چارچوب ظاهراً دموکراتیک از منظر سیاسی اطمینان حاصل شود. سلیمان دمیرل رئیس جمهوری سابق می‌گفت که ظاهر و رفتار نخبگان (عمدتاً نظامی) تشکیل‌دهندهٔ دولت پنهان که برای تقویت ناسیونالیسم کار می‌کنند به وسیلهٔ باورهای ریشه‌دار مربوط به زمان سقوط امپراتوری عثمانی شکل گرفته که بر اساس آن «کشور همیشه در وضعیتی مرزی قرار دارد».

### کودتای ۲۷ مه ترکیه
در ۲۷ ماه مه سال ۱۹۶۰ نیروهای مسلح ترکیه، دولت منتخب این کشور را برکنار کرده و کودتا کردند. کودتا به وسیله افسران عمدتاً میان رتبه انجام شد. آن هم پس از آن که تنش بین حزب حاکم دموکرات و حزب جمهوری خلق که در جبهه مخالف قرار داشت، بالا گرفت. رهبر کودتا، ژنرال جمال گورسل بود. به دنبال این کودتای نظامی در کشور، بیش از ۶۰۰ نفر از وزیران و مقامات دولتی محاکمه شدند. در پایان محاکمه‌ها، با وجود درخواست فرجام رهبرانی همچون جان اف کندی، رئیس جمهور وقت آمریکا، ملکه الیزابت دوم بریتانیا و شارل دوگل، رئیس جمهور آن زمان فرانسه، ۱۵ نفر از متهمان به جرم جنایت علیه قانون اساسی با مجازات مرگ روبرو شدند.
در ۱۵ سپتامبر ۱۹۶۲، فاتن رشدی زورلو، وزیر خارجه وقت و حسن پل آتکان، وزیر دارایی وقت در جزیره ایمرالی که در جنوب این منطقه قرار دارد، به دار آویخته شدند.